# اگراهرا پالیا
اگراهرا پالیا (به انگلیسی: Agrahara Palya) یک روستا در هند است که در کارناتاکا واقع شده‌است.